# Donata Dąbrowska
Donata Dąbrowska (ur. 4 kwietnia 1923 r. w Żołyni, zmarła 14 sierpnia 2015 w Krakowie) – polska chemiczka. Opracowała receptury leków i technologie ich produkcji, m.in. wytwarzane do dzisiaj Aviomarin i syrop Guajazyl. Ma na koncie patenty i wynalazki. W 2021 r. wygrała w plebiscycie krakowskiego oddziału Gazety Wyborczej na patronkę ławki na „Skwerze Praw Kobiet” przy ul. Retoryka w Krakowie. Od 1984 r. adwentystka dnia siódmego.

## Życiorys

### Dzieciństwo i młodość
Donata Dąbrowska urodziła się w Żołyni (woj. podkarpackie). Była piątym i ostatnim dzieckiem Karoliny i Franciszka Dąbrowskiego – cenionego lokalnego rzeźbiarza. Rodowa kamienica Dąbrowskich jest udostępniona dla zwiedzających.

### Służba w AK
Ze względu na wybuch wojny liceum ogólnokształcące ukończyła w podziemnym nauczaniu, egzamin dojrzałości zdając w 1943 roku przed tajną komisją egzaminacyjną w Łańcucie. W roku szkolnym 1943/44 sama prowadziła tajne komplety. Służyła w Armii Krajowej.

### Życie w Krakowie
Od 1945 r. związana z Krakowem. W 1951 r. ukończyła studia na Wydziale Matematyczno-Przyrodniczym Uniwersytetu Jagiellońskiego. W tym samym roku rozpoczęła pracę w laboratorium naukowym Zakładów Farmaceutycznych Polfa Kraków. W 1957 r. rozpoczęła kolejną pracę w Spółdzielni Farmaceutycznej ESPEFA w Krakowie. 
W 1969 r. wyszła za Jarosława Poucha. W 1984 r. ochrzciła się w Kościele Adwentystów Dnia Siódmego, stając się aktywistką zboru (parafii) przy ul. Lubelskiej 25. Pisała artykuły i wiersze do lokalnego pisma adwentystycznego, była członkiem rady zboru. 
Zmarła w 2015 r., jej ciało spoczywa na Cmentarzu Rakowickim.

## Patenty i wyróżnienia
Donata Dąbrowska uzyskała 6 patentów i 5 świadectw autorskich (w tym jeden w Wielkiej Brytanii). Jedno z odkryć Dąbrowskiej - dotyczące „sposobu wytwarzania związku 8-chloroteofiliny z 2-(benzhydroksy)-N, N-dwumetyloetyloaminą” – zostało opatentowane w 1959 r. i umożliwiło produkcję wytarzanego do dzisiaj leku Aviomarin.
„Do ważniejszych osiągnięć mgr Donaty Dąbrowskiej-Pouch należy opracowanie 12 technologii różnych syntez, z których Aviomarin, Diprofilina i Teocardin są do dzisiaj produkowane w naszym Zakładzie” - napisał Zygmunt Zaczyński, główny technolog zakładu Polfa (Kraków, 14 czerwca 1978).
W marcu 2021 r. Gazeta Wyborcza w Krakowie ogłosiła konkurs na nazwanie 10 ławeczek na Skwerze Praw Kobiet. Na 60 propozycji zasłużonych kobiet oddano 7792 głosy. Wygrała Donata Dąbrowska, uzyskując 1365 głosów stanowiących 17,5 proc. wszystkich oddanych. Wyprzedziła takie postaci, jak Roma Cieśla (893 głosy), Maria Borucka-Arctowa (768 głosów), Róża Luksemburg (680 głosów), czy znajdujące są na dalszych pozycjach Kora, Wisława Szymborska czy Olga Boznańska. 